# 紡ぎビト
紡ぎビト（つむぎビト）は、Nanaoのデビューシングル曲。

## 解説
- 2022年2月17日に配信[1]。初登場でレコチョクMVデイリーランキング3位を獲得[1]。iTunes Store • J-Pop トップミュージックビデオ • 日本部門 • 5位を獲得している[1]。

### 作詞・作曲・アレンジ
- 作詞：実杏[2]
- 作曲：千谷知史[2]
- プロデューサー：AK[2]

### 配信元レーベル
- ALL-UP Diva（オールアップディーバ）